# Баба Јага
Баба Јага или Јагбаба (рус. Баба-Яга, пољ. Baba Jaga/Jędza) у словенској митологији је вештица, баба-вештица.

## Порекло назива
Различите су верзије порекла и настанка имена Баба Јага. Реч баба има индоевропске корене. У словенским језицима баба или бака означава мајчину или очеву мајку, сваку стару жену или старицу, док се у руском бабом колоквијално означава и женску особу. На староруском означава и бабицу – на порођају, чаробницу или гатару. У савременом језику баба може бити и погрдан назив за мушку или женску особу која воли да трачари, односно прича о другима (баба трачара). У различитим словенским језицима, реч баба се користи и у називима за друге појмове, као што су топоними (Бабина глава, Бабин зуб, Бабин нос, Бабин кук, Баба, Бабинкал, Бабинкалска река, Тресибаба, Мучи Баба, Галибабинац, Бабиште, Бабин кладенац, Бабина падина, Бабино лешје, Бабина бара, Бабино). Има тумачења по којима је Баба најчешће назив за планине са рудницима, односно за места где „има живота под земљом”.
Реч баба се користи за називе женских демона, период након порођаја (бабиње), болести (као баба шарка, назив за оспице у бугарском језику), схватање времена (Баба Марта), астрономски, метеоролошки појови, ботаничка народна терминологија (Бабин зуб, Бабина душа, Бабина свила, Бабино уво). Реч баба се доста користи у изрекама или колоквијалним изразима.
Није познато одакле тачно долази име Јага. Постоји више верзија, по неким ауторима, потиче од српско-хрватске речи јез, односно од словенског језа, који означава љутњу или од старогрчке језе која означава вештицу или пољског jęzda, који означава такође вештицу или монголске речи ека која означава мајку, што одговара турској речи ekä, која означава сестру или стрину. У свакој од тих верзија односни се на старију и мудрију жену.

## Помињање код разних аутора
Баба Јагу је први поменуо Михаил Ломоносов у руској граматици, правећи табелу поређења између римских и руских, односно словенских божанстава, где за Баба Јагу, као словенско божанство није нашао еквивалент међу римским.
Лик Баба Јаге је неоспорно настао из митологије, а офромљен је у периоду од 18. до 20. века у руским народним бајкама. У најранијим интерпретацијама је представљана као словенска паганска божица.
Михаил Чулков је Баба Јагу поменуо у свом речнику руских празноверја из 1782. Митолог и писац Александар Афанасјев, који је сакупио једну од највећих збирки руских прича је Бабу Јагу представио као персонификацују олујног облака, док је за Евела Гаспаринија то била месечева вештица. Вилкинсон је Бабу Јагу упоредио с Бесмртним Кошћејем, као јединог правог и инстинског супарника Баба Јаги.
У североисточном Сибиру ловци су градили лабазе или чамје, дрвене кућице на високим дрвеним стубовима, које су користили за одлагање хране, алата и других потрепштина. Лабази су слични колиби на кокошијим ногама, у којој је живела Баба Јага. Сличне су кућице прављене као места за обављање ритуала, у којима су читав простор заузимале луткице, исто као што и Баба Јага својим телом заузима цео простор у кући. Јага или јагушка означава и крзнену одећу, коју носе жене у североистичном Сибиру. Аркадиј Зеленин је разрадио тезу да је Златна баба била божнаство северносибирских народа, који су се опирали покрштавању, да би се касније легенда о Златној баби проширила на словенску фолклорну традицију.
Најпознатији приказ Баба Јагине колибе у литератури је дао Александар Пушкин у својој епској бајци „Руслан и Људмила” (1820). Баба Јагина колиба нема ни прозоре, ни врата, а кућа се креће сама.

## Карактер
Лик Баба Јаге је један од најпопуларнијих ликова у руским бајкама („Баба Јага”, „Василиса Прекрасна”, „Три царства, медено, сребрно и златно”, „До колена у злату до лаката у сребру”, „Марија Морјевна”, „Жабица царевна”, „Гуске-лабудице”, „Иван Медвеђе Уво”), уз Кошчеја Бесмртног, Ивана Глупавка, Василису Прекрасну, мада она обично није главни, већ споредни лик.
У најстаријим народним причама је описана као гнусна, мршава жена са кошчатим ногама. И митски лик Баба Јаге, описује се такође као „грозно чудовиште”, „ружна жена страшнога погледа и
одвратног изгледа”.
У ритама је, рашчупане косе или гологлава, „као скелет”. Она лети по шуми у џиновском авану (ступи), која се креће по њеној команди, док брезовом метлом или четком замеће траг, а тучком прогања жртве. Док лети, изазива страшну олују, настаје језива тишина, као да нема ничег живог, воде престају да теку и све јој се склања са пута.
Живи у шуми, у колиби која стоји на кокошијим ногама, које се стално померају, тако да може да се пресели, кад год пожели.
Око њеног станишта је ограда од људских костију и лобања. Уместо браве постављене су вилице оштрих зуба који шкљоцају, уместо резе користи се људском ногом, а као кључ служи људска рука. Неки сматрају да је њена кућа веза између два света и да је она веза између њих. За помоћнике има животиње, гуске, лабудове, мачке, мишеве, псе и друге животиње, као и три лебдеће претеће руке, које се појављују на њен захтев и обављају све задатке које им она задаје. Њене слуге су Бели, Црвени и Црни коњаник, које она назива светлом зором, црвеним сунцем и мрачном поноћи, а који контролишу три различита доба дана.
Поседује разне моћи које користи и за добри и за зло. Она се брине о шуми и дивљем животу у њој. Она је моћна чаробница и зна све чини, бескрајно је мудра и свезнајућа.
У већини словенских бајки она је негативан лик, противник јунаку бајке или мајка змијама, које су противнице јунаку. Она граби јунаке и прождире људе, а у пећи пече украдену децу.
Она чува извор воде живота, бежи од бакра, сребра и злата. Њен штап може све и свакога да претвори у камен. Има коње који бљују ватру, чизме дуге седам миља, магични ћилим, харфу која свира сама и и самосекли нож.
Најчешће је замишљана као ружна старица огромних груди, слепа или болесних очију и има једну ногу коштану ногу.
Увек је приказивана као старица која живи сама или понекад се јавља као мајка једне или чак четрдесет и једне ћерке.
Мада се већина ликова у народним причама увек једнако понаша према главном јунаку, код Баба Јаге то није случај. Неки ликови у другим причама су тражили Баба Јагу због њене мудрости, а она би понекад понудила савете изгубљеним душама, као дародавац и од помоћи јунаку,  посебно деци и невиним душама чистог срца. Она искушава храброст и способност главног јунака, спремна је да му помогне ако се покаже довољно вредним. Ипак, овакве приче су ретке.
Иако има натприродне моћи, она није непобедива. Позитивни ликови могу да је победе, захваљујући неком помагачу, чаробном предмету или натприродним моћима.
Она није ни добра ни зла, воли да сплеткари. Једнако може да науди јунаку као и да му помогне. Највише страдају они који је не поштују.
Баба Јага је наглог и непредвидивог карактера. Неки истраживачи је сврставају у словенске вештице, а други у словенска демонска или митолошка бића.

## Митологија
У словенским митологијама Баба представља један од најстаријих митолошких ликова. Баба асоцира на смрт, плодност и обред иницијације. Њено поштовање је веома раширено у јужнословенским крајевима. Према српској и словеначкој обичајној пракси и фолклору, Баба је хтонско женско божанство.
Лик Бабе припада божанствима из такозваног јесењег и зимског митолошког круга. Постоји више изведеница и деривација овога лика, Јагбаба или Баба Јага једна од њих.
Баба Јага је божица зиме код Руса. Други аутори указују како је један од нижих демона у руском фолклору Јагбаба.
Највероватније је да се иза појаве Баба Јаге у словенским бајкама крије богиња Мокош. Чињеница која говори у прилог овој тези је њена способност да предвиђа судбину, као и предење. Због људских костију и црева од којих је саграђена њена колиба, везује се за богињу смрти и регенерације.
Такође се сматра да су вештице наследнице словенске богиње Моране, која је представљана са рогом, летела на метли и пловила на љусци од јајета, уживала да наноси патњу (мору) људима и животињама, улазила ноћу кроз кључаонице у куће, да би мучила људе, а најрадије децу. Из њеног описа могле су произаћи Баба Рога, Баба Руга, Баба Козма и Баба Јага.
Мада су многи научници покушавали да Баба Јагу упореде са сличним ликовима из других култура, као у германској (Фрау Холе у немачким бајкама), грчкој (Калипсо) и другим митологијама, Баба Јага је посебна по комбинацији својих особина и функција.

Неки научници сматрају да Баба Јага симболизује зиму и њене олује, као и средине и природне феномене опасне по човека.
У причама о њој се огледа симболика жртвеног обреда, али и обреда везаних за сахрањивање, међу којима је и купање жртава.
Веза с дивљим животињама и с шумом, упућује на то да би се њен лик могао извести из древног лика домаћице звери и света мртвих, док атрибути, као што је лопата, којом децу баца у пећ асоцира на паганску вештицу из обреда иницијације.

## Инспирација
Модест Петрович Мусоргски је Баба Јаги одао почаст у свити за клавир „Слике са изложбе” (1874). Инспирација за компоновање је била посета изложби слика његовог пријатеља сликара и архитекте Виктора Хартмана, осетивши да би садржај неких слика (њих десет) могао бити изражен у музичкој уметности.
Књижевница Дубравка Угрешић, надахнута ликом Баба Јаге је написала роман „Баба Јага је снела јаје” (2008). Роман се састоји из три дела: аутобиографски, путовање три старице на одмор и приручник о Баба Јаги. У њеном роману Баба Јага је жртва старости и тужне сенилности, те отвара питање савремених митова о жени, мушкарцу и култу младости.